# نولیک (آریزونا)
نولیک (به انگلیسی: Nolic) یک منطقهٔ مسکونی در ایالات متحده آمریکا است که در آریزونا واقع شده‌است. نولیک ۱٫۳۵ کیلومتر مربع مساحت و ۲۰٬۸۳۷ نفر جمعیت دارد و ۷۲۵ متر بالاتر از سطح دریا واقع شده‌است.